# Óscar Muñoz (Taekwondoin)
Óscar Luis Muñoz Oviedo (* 9. Mai 1993) ist ein kolumbianischer Taekwondoin. Er startet in der Gewichtsklasse bis 58 Kilogramm.
Muñoz nimmt seit 2010 an internationalen Wettkämpfen teil. In der Klasse bis 55 Kilogramm erreichte er bei der Juniorenweltmeisterschaft in Tijuana das Viertelfinale und nahm zudem in Singapur an den Olympischen Jugend-Spielen teil, wo er ebenfalls das Viertelfinale erreichte, dort aber ausschied. Im Erwachsenenbereich bestritt er die Panamerikameisterschaft in Monterrey und gewann mit Bronze in der Klasse bis 58 Kilogramm seine erste internationale Medaille. Muñoz bestritt die Panamerikanischen Spiele 2011 in Guadalajara, wurde jedoch in der Klasse bis 58 Kilogramm im Viertelfinale disqualifiziert. Beim panamerikanischen Olympiaqualifikationswettbewerb in Santiago de Querétaro gewann er in seiner Gewichtsklasse das Finale gegen Heiner Oviedo und sicherte sich seine Teilnahme an den Olympischen Spielen 2012 in London. Dort gewann er die Bronzemedaille.
Muñoz wird von Álvaro Vidal trainiert. Er erhielt vom Comité Olímpico Colombiano ein Sportstipendium, das ihm die Teilnahme an internationalen Wettkämpfen ermöglicht.